# ماکوتو اودا
ماکوتو اودا (انگلیسی: Makoto Oda; ۲ ژوئن ۱۹۳۲ – ۳۰ ژوئیهٔ ۲۰۰۷) رمان‌نویس، نویسنده، مترجم، و فیلسوف اهل ژاپن بود.